# 鬼鹿村
鬼鹿村（おにしかむら）は、かつて北海道留萌郡にあった村。

## 沿革
- 1906年（明治39年）4月1日 - 北海道二級町村制施行により留萌郡鬼鹿村、天登雁村が合併し、鬼鹿村が発足。増毛支庁に所属。
- 1914年（大正3年）9月7日 - 支庁の移転改称により留萌支庁に所属。
- 1956年（昭和31年）9月30日 - 留萌郡小平村に編入され消滅。

### 歴代村長
- 初代：高橋竜太郎 明治39年4月 - 明治40年9月
- 二代：高橋文之輔 明治40年9月 - 大正8年6月
- 三代：菅原直次郎 大正8年7月 - 大正9年6月
- 四代：石井良三 大正9年7月 - 大正13年4月
- 五代：高橋文平 大正13年4月 - 昭和4年10月
- 六代：堤金次郎 昭和4年10月 - 昭和15年1月
- 七代：清水盛 昭和15年1月 - 昭和21年11月
- 職務代行者：青木吉勝 昭和21年11月 - 昭和22年4月